# أليسون بيكر تشيس
أليسون بيكر تشيس (بالإنجليزية: Alison Becker Chase)‏ هي مصممة رقص أمريكية، ولدت في 3 يناير 1946 في إلويا في الولايات المتحدة.